# Sportul în Portugalia
Sportul în Portugalia este o activitate foarte practicată, cele mai populare fiind fotbalul, rugby-ul și atletismul.

## Fotbal

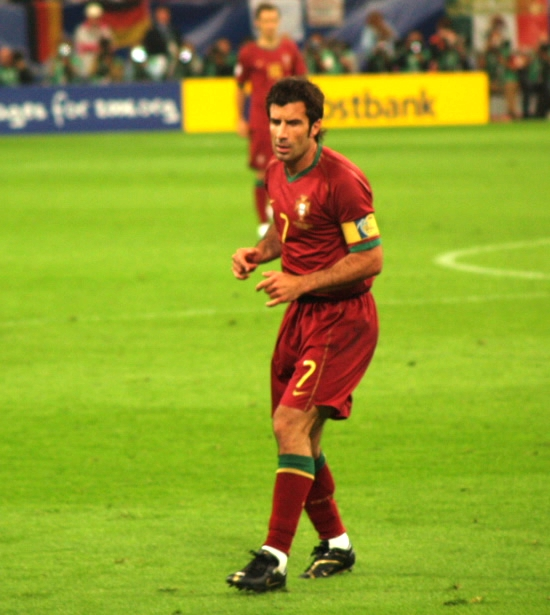
Fotbalistul portughez Luís Figo în tricou național

Fotbalul este sportul cel mai practicat din Portugalia. Fotbalul portughez a dat jucători de clasă cu renume mondial precum Eusébio, Nené, Paulo Sousa, Rui Costa, Nani, Cristiano Ronaldo, Vítor Baía, Deco, Fernando Meira sau Luís Figo. În anul 2004, an în care în Portugalia a avut loc Campionatul European de Fotbal, Echipa națională de fotbal a Portugaliei a fost după Grecia vicecampioană europeană. Atingerea locului trei la Campionatul Mondial de Fotbal 1966 este până acum cel mai mare succes din istoria fotbalului portughez. Cea mai puternică ligă, Primeira Divisão, este dominată de cele trei cluburi cunoscute FC Porto, Sporting Lisabona, și campioana Benfica Lisabona. Primul câștigător al Cupei Naționale Taça de Portugal a fost 1939 Académica Coimbra, care în 2012 a câștigat din nou. Alte cluburi tradiționale sunt CF Os Belenenses, Boavista Porto și Vitória Setúbal. În plus față de fotbal sunt Futsal și fotbal pe plajă, Portugalia înregistrând aici succese.

## Canoe
Portugalia a adus de asemenea succes și la canoe, un exemplu este medalia de argint la Jocurile Olimpice din 2012. Producătorul portughez de canoe Nelo este lider mondial și a dotat de asemenea majoritatea concurenților olimpici de succes în 2012. În micul oraș Montemor-o-Velho au avut loc în anul 2013 Campionatele Europene de canoe.

## Alergare
Maratoniștii portughezi au avut de multe ori succes la nivel internațional. Cea mai cunoscută alergătoare, Rosa Mota a fost medaliată cu aur olimpic, în timp ce, Carlos Lopes a adus în 1984 prima medalie de aur la Jocurile Olimpice pentru Portugalia.
Portugalia a organizat Campionatul European de Orientare 2014. Din 1991 are loc anual în luna martie, în Lisabona un semimaraton, unul cele mai importante semimaratoane din lume.

## Automobilism
Aproape de stațiunea balneară Estoril, în apropiere de coasta Atlanticului, se află Circuito do Estoril, o cunoscută pistă pentru cursele de mașini și motociclete, unde s-a desfășurat Marele Premiu de Formula 1 al Portugaliei.
În orașul Santarém se află un stadion cunoscut, unde au loc curse de motociclism.

## Ciclism

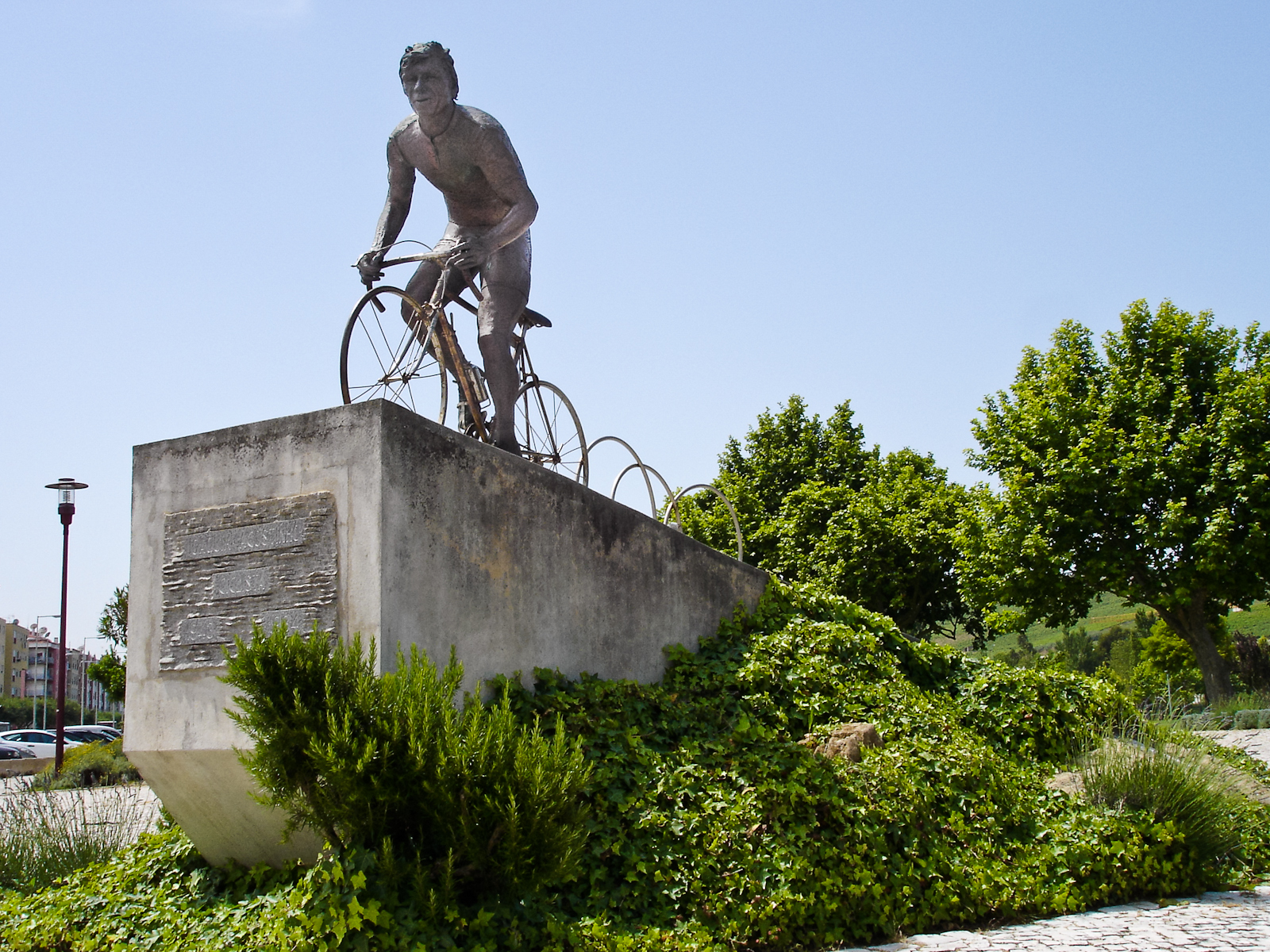
Monument pentru Joaquim Agostinho în Torres Vedras

Din anul 1927 se organizează Turul Portugaliei (Volta a Portugal), o cursă de ciclism națională. Cicliștii faimoși ai Portugaliei au fost José Bento Pessoa, Joaquim Agostinho, și de asemenea Alves Barbosa.

## Tenis și badminton

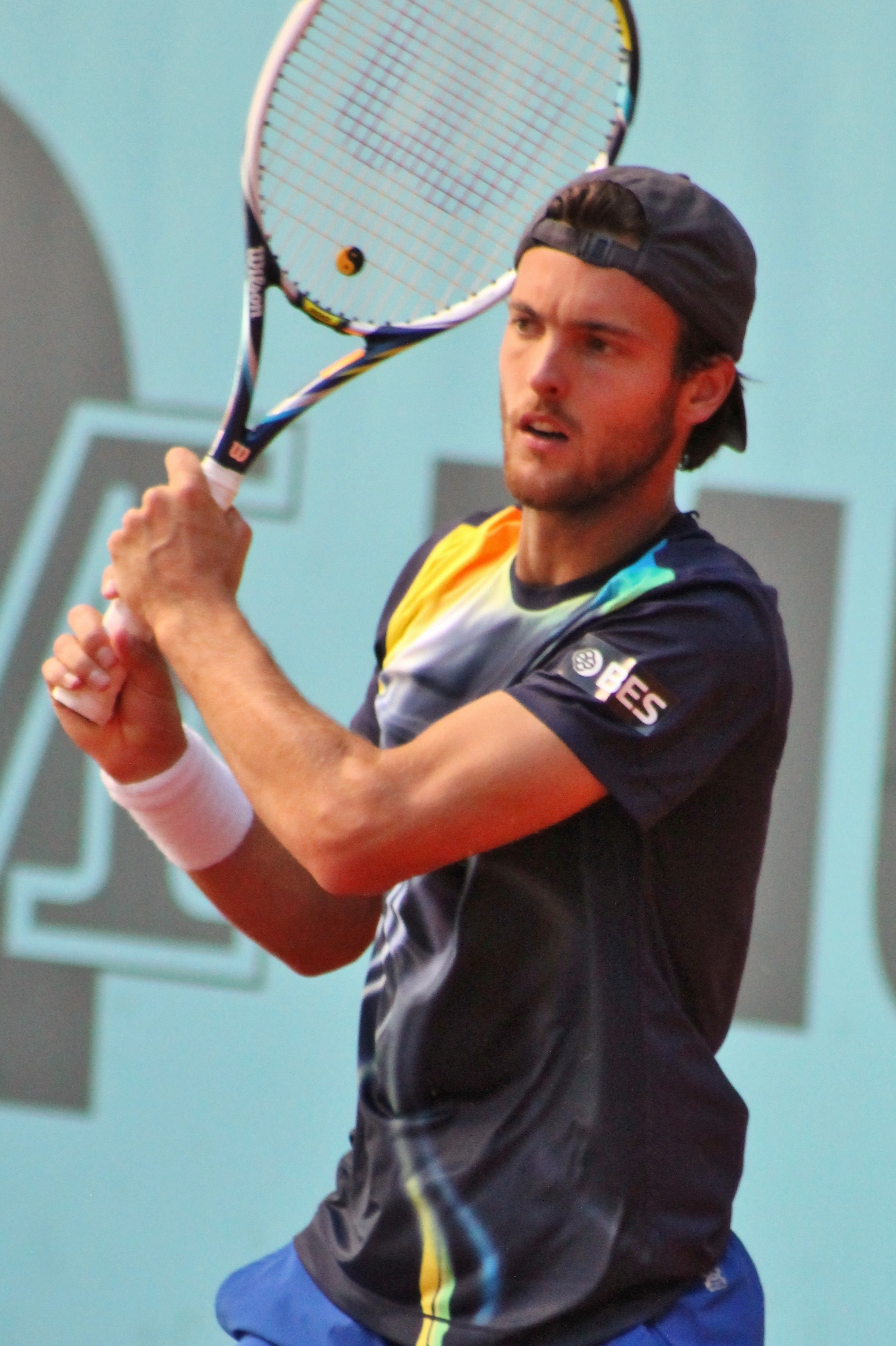
João Sousa (2014)

Turneele de tenis internațional cunoscute în Portugalia sunt ATP de Estoril, respectiv WTA de Oeiras și au loc în Oeiras. Alte turnee sunt ATP Porto respectiv WTA Porto, și din anul 2013 ATP Challenger Guimarães. Un jucător de tenis portughez promițător este João Sousa. Pe 14 iulie 2014 el a ajuns locul 35, cel mai bun rezultat al său în Clasamentele mondiale la tenis.
Pentru badmintonul portughez, orașul Caldas da Rainha este locul cel mai important pentru turneul Portugal International, și este sediul Federației portugheze de badminton. O jucătoare de succes poate fi considerată Isabel Rocha, care a câștigat un total de 32 de titluri naționale în anii 1960 și '70. La bărbați un jucător de succes este José Bento.